# Metodo di Karvonen
La formula di Karvonen, o frequenza cardiaca di riserva (FCris), è un procedimento empirico utilizzato nel campo della medicina dello sport per misurare il parametro di intensità nell'esercizio cardiovascolare e per pianificare l'allenamento sportivo sulla base della frequenza cardiaca (ritmo cardiaco). La formula di Karvonen risulta un metodo più accurato per misurare la percentuale della frequenza cardiaca massima individuale rispetto ad altre formule approssimative, come quella di Astrand o di Cooper, perché nello stabilirne i valori tiene conto di parametri soggettivi. I dati individuali necessari per poter ricavare l'intensità relativa con la formula di Karvonen sono la frequenza cardiaca a riposo e la frequenza cardiaca massima (questa spesso ottenuta con la formula di Astrand). La formula prende il nome dal fisiologo finlandese Martti Karvonen, a cui se ne deve l'elaborazione e la diffusione negli anni cinquanta.

## Aspetti generali
Il metodo prende in considerazione diversi parametri: 
- frequenza cardiaca massima teorica (FCmax o HRmax), intesa come il massimo ritmo cardiaco che un individuo può raggiungere.
- frequenza cardiaca a riposo (ritmo cardiaco) individuale.
- frequenza cardiaca di riserva o FCris (ottenuta dalla differenza tra la FCmax e la FC a riposo).

### Frequenza cardiaca massima (FCmaxo HRmax)
La frequenza cardiaca massima è il ritmo cardiaco massimale al quale può battere il cuore e si misura direttamente sul terreno, o in laboratorio, attraverso diversi test sportivi. Essa può essere stimata anche con formule come quella di Astrand, di Cooper, Tanaka o altri:
Formula di Astrand:
- FCmax per gli uomini = 220 - età
- FCmax per le donne = 226 - età

L'equazione di Astrand fornisce un calcolo approssimativo della frequenza cardiaca massimale. Poiché il risultato di tale formula dipende unicamente dall'età, essa presenta delle limitazioni, in quanto non tiene conto della variabilità individuale. Per avere una determinazione più corretta, è preferibile una misurazione della FCmax direttamente sul campo utilizzando un cardiofrequenzimetro, oppure in laboratorio.
Formula di Cooper:
- FCmax = 220 - età

La formula di Cooper utilizza lo stesso calcolo della formula di Astrand, ma spesso non fa distinzione tra i sessi, ritenendo che l'equazione 220 - età si valida per tutti. Da questo coefficiente, la formula di Cooper ricava la percentuale della frequenza cardiaca massima a cui equivale l'intensità relativa ricercata. Per un soggetto di 20 anni, la FCmax sarà di 200 bpm, e se questo intende allenarsi al 65% della FCmax, a questa intensità, si moltiplicherà 200 x 0,65 risultando in una frequenza cardiaca di 130 bpm.
- 220 - 20 (età) = 200 (FCmax) x 0,65 (65% FCmax) = 130 bpm (65% FCmax Cooper)

Formula di Tanaka:
- FCmax = 208 - (0,70 x età)

La formula di Tanaka è oggi considerata fra le più precise, tuttavia queste equazioni non tengono conto dei fattori individuali che hanno un'influenza sull'attività cardiaca, ricavando dei dati approssimativi validi per tutti solo in base all'età, e in alcuni casi al sesso, del soggetto.

### Formula di Karvonen
Per risolvere il problema della formula di Cooper, negli anni cinquanta il professor Martti Karvonen, partendo sempre dal calcolo di Astrand, introdusse la sua formula, che prevedeva la cosiddetta "frequenza cardiaca di riserva" (HR reserve). Come detto, tale metodo prende in considerazione la frequenza cardiaca a riposo della persona, e risulta quindi molto più personalizzata sulle capacità cardiache di un singolo soggetto. Al contrario della formula di Cooper, quella di Karvonen può trovare inoltre un corrispettivo valore del VO2max.
Frequenza cardiaca a riposo
La frequenza cardiaca a riposo è un dato che non viene considerato nelle formule sopra esposte, ma permette di valutare il numero minimo di pulsazioni cardiache del soggetto e, nel complesso, fornire dei risultati più specifici e individualizzati. Tali constatazioni sono importanti considerando che la frequenza cardiaca a riposo può variare largamente da soggetto a soggetto; ad esempio il battito a riposo di una persona media può aggirarsi attorno ai 70-80 bpm, ma un atleta professionista può presentare valori molti diversi, anche attorno ai 40 bpm. Valutando le differenze potenzialmente molto marcate tra i soggetti, appare evidente che considerare la frequenza cardiaca a riposo sia un aspetto fondamentale per ricavare l'intensità in maniera individualizzata, e ciò viene rispettato solo con la formula di Karvonen. È importante considerare che la frequenza a riposo debba essere misurata con cardiofrequenzimetro al risveglio mattutino, prima di intraprendere qualsiasi sforzo fisico e in condizioni di assoluto rilassamento: questo si realizza il mattino, possibilmente prima di alzarsi dal letto, dopo che il soggetto ha trascorso una notte di sonno tranquilla.
Frequenza cardiaca di riserva (FCris)
La Frequenza cardiaca di riserva (FCris) rappresenta la differenza tra la frequenza cardiaca massima (FCmax) e la frequenza cardiaca a riposo. Potrebbe essere riconosciuta come la frequenza cardiaca media durante l'attività quotidiana (camminare, salire le scale, ecc.)

## Calcolo dell'intensità relativa con la formula di Karvonen
La Frequenza cardiaca di riserva è definita dalla seguente formula:
- FC di riserva (FCris) = FCmax - FC riposo
- intensità relativa = FCris x % FCris + FC riposo

Esempio:
- Età: 20 anni
- Sesso: maschio
- FC a riposo = 60 bpm
- FC max (teorica) = 200 bpm

In questo esempio, se il soggetto ha 20 anni e la sua frequenza cardiaca a riposo è di 60 battiti al minuto (bpm), allora la frequenza cardiaca massima sarà 200 (cioè 220 - 20) e quella di riserva sarà 140 (cioè 200 – 60).
- 220 - 20 (età) = 200 (FCmax [formula di Astrand]) - 60 (FC a riposo) = 140 (FCris)

A questo punto, per poter individuare le zone specifiche e la percentuale dell'intensità massima da applicare durante l'allenamento, è necessario moltiplicare la FC di riserva per la sua percentuale, a cui fa riferimento l'intensità specifica che si desidera raggiungere. A questo risultato si addiziona la FC a riposo. Se un soggetto vuole allenarsi al 65% dell'intensità massima, allora è necessario moltiplicare la FCris per 0,65, ottenendo 91 battiti al minuto. Poi si addiziona la frequenza cardiaca a riposo (in questo caso 60) per ottenere il numero di battiti al minuto a cui equivale il 65% dell'intensità massima o della FCris, cioè 151 bpm.
- 140 (FCris) x 0,65 (65% FCris) = 91 + 60 (FC a riposo) = 151 bpm (65% FCmax Karvonen)